# Haplochernes wuzhiensis
Espèce
Haplochernes wuzhiensis est une espèce de pseudoscorpions de la famille des Chernetidae.

## Distribution
Cette espèce est endémique de Hainan en Chine. Elle se rencontre vers Wuzhishan.

## Description
Les mâles mesurent de 4,20 à 4,75 mm et les femelles de 4,75 à 5,00 mm.

## Étymologie
Son nom d'espèce, composé de wuzhi[shan] et du suffixe latin -ensis, « qui vit dans, qui habite », lui a été donné en référence au lieu de sa découverte, Wuzhishan.

## Publication originale
- Gao, Zhang & Harvey, 2017 : A modified definition of the genus Haplochernes (Pseudoscorpiones: Chernetidae), with a new species from Hainan Island. Journal of Arachnology, vol. 45, no 1, p. 112-122.